# Jamil Jivani
Jamil Jivani, né le 24 octobre 1987 à Toronto, est un animateur de radio, avocat, professeur, auteur et homme politique canadien.
Membre du Parti conservateur du Canada, il est député de la circonscription de Durham à la Chambre des communes du Canada depuis l'élection partielle du 4 mars 2024.

## Biographie
Né le 24 octobre 1987 à Toronto d'une mère irlando-écossaise et d'un père Indien né au  kénya,, Jamil Jivani détient des diplômes de la faculté de droit de Yale et de l'Université York.
Il se présente pour le Parti conservateur du Canada lors de l'élection partielle du 4 mars 2024 dans la circonscription fédérale de Durham en Ontario. Il remporte l'élection avec 57,6 % des voix et une majorité de 11 329 voix devant le candidat libéral, Robert Rock.